# 殺手假期
《殺手假期》為2001年的香港電影，導演為梁本熙，張家輝、姚樂怡等主演。

## 劇情大綱
阿樂是一個即將失明的殺手，他邂逅了一位身患絕症卻仍然樂觀的女子阿雪，阿雪一直在便利店等待著一個永遠不會再來的男人，希望能和他一起帶著弟弟去往國外開始新的生活。阿樂也有著非常慘痛的過去，但他逐漸受到阿雪的感染，希望能與阿雪一起開始新的生活。

## 演员表
- 張家輝 飾 阿樂
- 林可兒 飾 阿雪
- 姚樂怡 飾 阿娟（化名）
- 敖志君 飾 阿圖